# Lancia Phedra
A Lancia Phedra az olasz Lancia autógyár 2002-től 2012-ig gyártott egyterű modellje volt.